# (18155) Jasonschuler
(18155) Jasonschuler (2000 PF2) – planetoida z pasa głównego asteroid okrążająca Słońce w ciągu 4,07 lat w średniej odległości 2,55 j.a. Odkryta 1 sierpnia 2000 roku.